# Robley, Virginia
Robley (cũng là Issabel, Marvin, hoặc Point Isabel) là một cộng đồng chưa hợp nhất ở phía đông nam Hạt Richmond, Virginia, Hoa Kỳ. Nó nằm dọc theo Quốc lộ 3 về phía đông nam của thị trấn Warsaw, quận lỵ của Hạt Richmond.